# Giovanni Battista Ayroli
Giovanni Battista Ayroli (Genova, 1731 – Genova, 1808) fu il 178º doge della Repubblica di Genova.

## Biografia

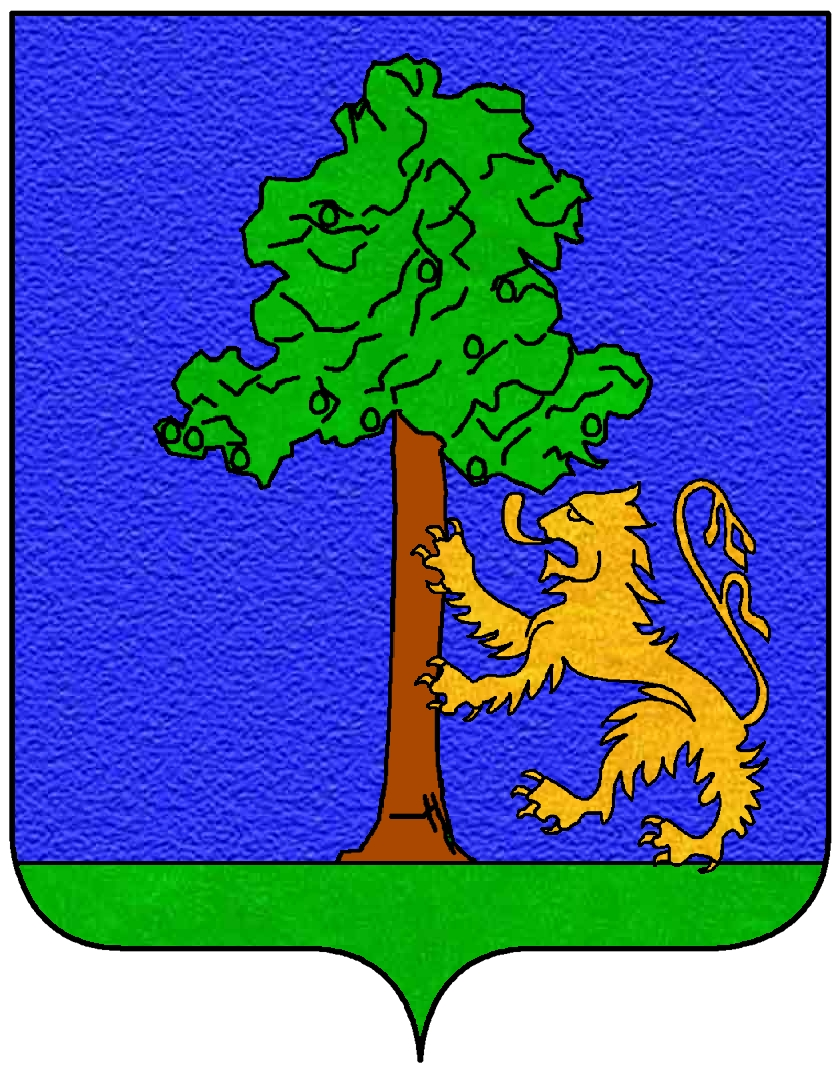
Stemma nobiliare degli Airoli o Ayroli

Nativo di Genova nel 1731 da una famiglia di ricchissimi banchieri iscritti nel Libro d'oro della nobiltà genovese, appartenente al patriziato, fu educato presso un collegio di Modena. Nel 1772 il suo nome compare quale commissario di Savona e per diversi anni ricoprì invece la carica di Preside dell'arte della seta, mansione che lasciò con l'elezione dogale.
L'8 marzo 1783, allo scadere del mandato del doge Marco Antonio Gentile, Giovanni Battista Ayroli, capo della fazione conservatrice della Repubblica, che mirava a rafforzare la posizione del dogato, fu eletto doge di Genova il 6 maggio dello stesso anno. Le cronache dell'epoca asserirono che vinse soprattutto grazie al patrimonio personale: secondo le notizie che si sparsero brevemente in città (fondate o non) pare che comprò sessanta voti a quaranta rusponi l'uno.
Nel suo mandato - il centotrentatreesimo in successione biennale e il centosettantottesimo nella storia repubblicana - fu istituita una nuova Accademia di Scienza (detta anche "degli Industriosi") e molte personalità regnanti visitarono la capitale repubblicana: il duca e governatore di Milano Ferdinando d'Asburgo-Este e la moglie Maria Beatrice d'Este, duchessa di Modena; l'imperatore Giuseppe II che poté, dopo un accurato sopralluogo preventivo, soggiornare a Genova come "normale privato" in attesa di riprendere il personale viaggio a Roma dal pontefice Pio VI; il re Gustavo III di Svezia.
Dopo la fine del suo mandato, scaduto il 6 maggio del 1785, Giovanni Battista Ayroli si ricandidò alle elezioni dogali, avendo come avversari Gian Carlo Pallavicino, leader della fazione liberale genovese, che mirava ad ammodernare le strutture istituzionali della Repubblica, rendendola in pratica una monarchia costituzionale, e l'ex doge Marco Antonio Gentile. Alla fine fu il Pallavicino ad essere eletto doge, il 6 giugno successivo.
Sul finire del 1799 il Governo Provvisorio della Repubblica Ligure, subentrato alla soppressa Repubblica di Genova dopo gli eventi napoleonici, accusò l'ex doge Ayroli di aver partecipato assieme ad altri esponenti nobiliari alla sommossa popolare del 4 settembre 1799. Condannato al pagamento di 50.000 lire genovesi, fu poi scagionato ed evitò l'arresto.
Premiato per i suoi meriti da Napoleone Bonaparte con il riconoscimento della Legion d'onore, Giovanni Battista Ayroli ebbe l'incarico di prefetto del Circondario di Novi durante il Primo Impero francese. Nel corso del 1808 morì a Genova dove trovò sepoltura nel santuario della Madonna del Monte.
In vita privata si sposò due volte: la prima con Angela Passano e in seconde nozze con Maria Gentili.